# 383 Madison Avenue
Le 383 Madison Avenue, aussi connu sous le nom de Bear Stearns Building, est un gratte-ciel de New York.
Mesurant 230 mètres, il possède 47 étages et a été terminé en 2001.

## Site

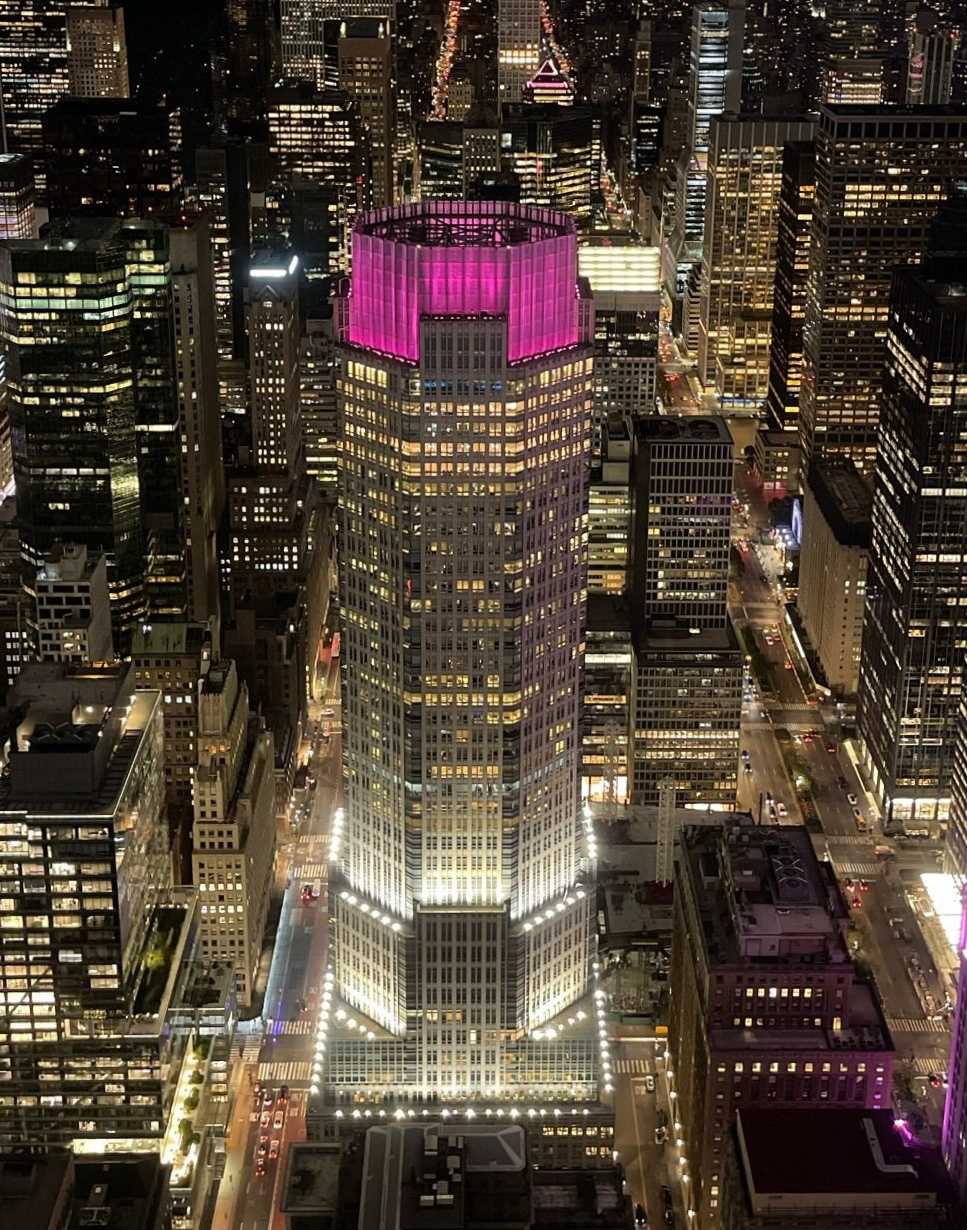
Le gratte-ciel du 383 Madison Avenue vu du One Vanderbilt, de nuit.